# Anilocra recta
Anilocra recta es una especie de crustáceo isópodo marino del género Anilocra, familia Cymothoidae.
Fue descrita científicamente por Nierstrasz en 1915.

## Distribución
Esta especie se encuentra en Indonesia.